# Martin Le Pellec
 (janvier 2018).
Si vous disposez d'ouvrages ou d'articles de référence ou si vous connaissez des sites web de qualité traitant du thème abordé ici, merci de compléter l'article en donnant les références utiles à sa vérifiabilité et en les liant à la section « Notes et références ».
Martin Le Pellec, né le 10 juin 1987, à Roubaix, en France, est un ancien joueur français de basket-ball. Il évolue aux postes d'arrière et d'ailier.

## Biographie
Après avoir été formé au Havre, il commencé à évoluer en Pro A sous ces mêmes couleurs. Par la suite, il jouera dans la même division à Gravelines, puis en Pro B dans différents clubs, avant de terminer sa carrière à Bordeaux en Nationale 1.
En 2014, il prend sa retraite sportive prématurément afin de se consacrer à un nouveau projet professionnel. Avec son associé, il a ouvert une pizzeria à Lille.